# Спящий лагерь 2
«Спя́щий ла́герь 2» (англ. Sleepaway Camp 2: Unhappy Campers, также «Лагерь вечных снов 2: Несчастные отдыхающие» или англ. Nightmare Vacation II) — слэшер 1988 года режиссёра Майкла Симпсона. Премьера фильма состоялась 26 августа 1988 года.

## Сюжет
Опасный маньяк, освобождённый из психиатрической лечебницы и признанный вылечившимся пациентом, приезжает в летний лагерь «Роллинг Хиллз», где начинает убивать подростков, которые, по мнению злодея, плоховато себя ведут.

## В ролях
- Памела Спрингстин — Анджела Джонсон (Бэйкер)
- Рене Эестевас — Молли
- Энтони Хиггинс — Шон
- Валери Хартман — Али
- Брайан Патрик Кларк — Ти-Си
- Уолтер Готелл — Дядя Джон
- Сьюзан Мари Шнайдер — Маре
- Терри Хоббс — Роб
- Кендалл Бин — Деми
- Джули Мёрфи — Лиа
- Кэрол Чамберс — Брук
- Эми Фидс — Джоди
- Бенджи Уилхойт — Энтони
- Уолтер Фрэнкс III — Джадд
- Джастин Ноээлл — Чарли
- Хизер Бинион — Фиби
- Джейсон Эрли — Эмилио
- Кэрол Мартин Вайнс — Дайан

## Производство
Молодежный лагерь YMCA в Вако, штат Джорджия, использовался для съёмок вымышленного лагеря «Роллинг Хиллз». Съемки начались и были завершены в 1987 году.

## Релиз
«Спящий лагерь 2» вышел в прокат на ограниченной основе 26 августа 1988 года, после чего два месяца спустя он был выпущен на VHS в Соединенных Штатах компанией Nelson Entertainment.

## Интересные факты
- Слоган картины: «Отправляясь в поход, возьмите с собой самое необходимое».
- Картина снималась одновременно с третьим фильмом. На их съёмки потратилось три месяца[2].